# 河原翠城
河原 翠城（かわはら（かわら） すいじょう、文政10年9月13日（1827年11月2日） - 文久2年12月18日（1863年2月6日））は、幕末赤穂藩の儒学者。諱は寛。字は士栗（しりつ）。号は翠城（すいじょう）、亦夢（えきむ）。通称は駱之輔（らくのすけ）。
赤穂藩参政、村上真輔の次男である。

## 生涯
文政10年（1827年）9月13日、赤穂藩の儒学者、村上真輔の次男として生まれる。天保3年（1832年）、6歳のころに曾祖母（祖父・村上中所の母）の実家である河原家の養子となる。19歳で坂井虎山の門下となり、その私塾・百千堂の塾頭にもなった。その後、各地を遊学し、土井聱牙、奥野小山、斎藤拙堂などに学んだ。江戸では藤森弘庵、塩谷宕陰に師事。その間、浜野箕山、三島中洲、河野鉄兜、藤本鉄石、頼三樹三郎、村山荷亭、阪屋朗盧と多士済々な交友関係を持った。帰郷後、家塾・大読書堂を開いた。
嘉永5年（1852年）、26歳で家督を継ぐ。
安政4年（1857年）、31歳で藩校博文館教授、大書院講官に就任。
翠城が家督を継いでから藩校教授になるまでの間、嘉永7年には安政東海地震で江戸藩邸が、そして翌日の安政南海地震では藩内が被害を被り、さらに安政元年になるとペリーの来航により海防策としてお台場の海上砲台が設置されると江戸藩邸の敷地が防御用地として上地となり移転。翌年には移転先で安政江戸地震でまた損壊するなど天災が多発し、それまで苦しかった財政がさらに逼迫していた。
しかも藩主・森忠徳は兄・忠貫の急逝に伴い家督を継いだが、幼少時から家老たちに実権を奪われており、政治に関心を持てずにいた。家老たちも派閥を組んでの党争に明け暮れ、藩内は分裂していた。翠城の父、真輔は森主税家の森可彜の元で参政をしていたが、主税家と対立していた森続之丞家当主・森可則は忠徳の長子・忠弘の元、下級藩士出身で忠弘の側近であった鞍懸寅二郎（小林寅哉）を重用するなど藩政改革に乗り出していた。寅二郎は翠城の元で学問を学んでいた時期もあったが、以後絶縁関係となってしまった。

### 文久事件と自害
忠弘が安政4年（1858年）、18歳の若さで夭折すると、その跡継ぎを巡って可則は忠弘の遺言と称して三男・扇松丸（後の森忠儀）を推挙。これに憤激した可彜と真輔は、忠徳を説得して次男・遊亀丸（森忠典）に跡目を継がせた。跡目争いに破れ焦った可則は、急遽寅二郎を勘定奉行に任じるなど、強引な人事で改革を強行しようとしたが、厭世的な忠徳は改革中止を決断。可則は蟄居し、寅二郎は藩から追放された。
翠城は文久2年（1862年）8月、忠典の侍読（学問教授役）に就任。さらに9月には寅二郎の後任として勘定・札座・産物奉行所差配産物総取締役に任じられた。だが、この人事が寅二郎に同情する下級藩士らの怒りを買うこととなった。実権を掌握した可彜が藩政を顧みず華美な生活を送っていたこともあり、下級藩士の憤懣は頂点に達し、やがて、尊皇攘夷派として活動していた西川升吉の元に不満分子が集結した。この西川もまた、翠城の門弟を自称して村上家の信頼を得ていた一方、可則と通じて藩の不満分子を組織していた。
かくして文久2年12月9日、西川ら13人の下級藩士によって可彜、真輔両名が暗殺された（「文久事件」）。翠城は公務のため滞在していた大阪で凶報を受け、急いで帰国するも、すでに藩は復権した続之丞一派に制圧されていた。可則は喝采する下級武士たちにおもねる形で森・村上両家に閉門を下し、翠城は追放処分を受けた。
翠城は潔く処分を受け、家族を置いて出立するも、領内にはすでに翠城を討とうとする襲撃者たちが待ち構えており、河原家の菩提寺である福泉寺（赤穂市加里屋）から動けなくなってしまった。駆けつけた親族が藩大目付に訴えるも聞き届けられず、進退窮まった翠城は境内にて自刃した。享年36。
河原翠城の墓は竜安寺（赤穂市加里屋）にあったが、後に福泉寺に移された。

### 後史（高野の仇討ち）
自刃前、翠城は遺された兄弟に、「前事之覆、後事之戒」（この度の一件を後事の戒めとせよ）、親族に「雪冤在天」（冤罪を雪ぐためには天命を待て）という絶筆を遺している。この意を受けた村上一族は、播磨新宮藩に養子に出ていた三男・池田農夫也や四女・友の嫁ぎ先であった岡山藩の江見陽之進の元で復讐のために動き出すことになった。
この事態に狼狽した赤穂藩は、津山藩に藩儒として召し抱えられ、同藩の周旋役として京都で活動していた鞍懸寅二郎の仲介で西川ら13人を赤穂藩に帰国させ、可彜、真輔、翠城一家の版籍を回復することで事件を幕引きしようとした。だが、1863年の八月十八日の政変によって勤王派が一転して逆風に立たされると、西川らは再び脱藩。その後、西川は同士討ちにより殺されるなど、6人にまで数を減らしていた。なお、西川が同士討ちを起こし殺害されたのは奇しくも翠城が自刃した福泉寺だった。
村上一族は明治4年（1871年）1月12日、赤穂藩から、すでに死去していた長子・直内に村上家の家督相続を許す裁可が下り、同時に、「全く一時の相違いも無之、以て雪冤の儀に処せられ候」と真輔が無罪であるという声明を獲得した。そして6人を、高野山にある藩祖の廟所警護役に任じた。村上一族は6人を追跡し、同年2月30日、高野街道上にてこれらを殺害した（高野の仇討ち）。

## 人物
翠城は全国の儒学者、詩人から赤穂城の枝垂れ桜を賞した漢詩（一部、赤穂とは無関係の桜賛美詩も含む）を収集。安政6年（1859年）に、『忠芬義芳詩巻』2巻を上梓した（発行者 赤穂中村 赤松屋清兵衛ほか）。同書には父・真輔の他に藩内では入江竹軒、神谷桐陰、藩外では梁川星巌、頼三樹三郎、貫名海屋、斎藤拙堂、河野鉄兜などが名を連ねている。

### 赤穂浪士の顕彰
赤穂市立歴史博物館によると翠城は常に大石良雄ら赤穂浪士の忠節を慕い、その顕彰に尽力していた。当時、幕府への配慮から表立っての顕彰が行えなかったが、城内の旧大石邸宅跡（現赤穂大石神社内）にある枝垂れ桜を賞することで代替としていたという。しかし、赤穂大石神社にある桜は枝垂れ桜ではない。

### 尊王攘夷派からの批判
「漢籍二相泥ミ候力、執政之身柄ヲモ弁ヘズ、皇国ノ大義ヲ更二丁ゼズ、徒二私ノ権威二相募リ、文ヲ表二飾リ内心二好曲ヲ相持チ、
己ガ隠謀ヲ以テ森主税二万事ノ所置ヲ致サセ、好曲ノ次第一々挙ゲテ数フルニ及バズ。」
（真輔、翠城父子に対する文久赤穂事件時の斬回状）

## 遺品
- 赤穂塩十五箇条案文 - 翠城が大坂での専売制度の確立を目指して赤穂藩に上申したもの